# آبادسالوک
آبادسالوک (به مجاری:  Abádszalók) یک سکونتگاه مسکونی در مجارستان است که در یاس-نادی‌کون-سولنوک واقع شده‌است.